# A magyar labdarúgó-válogatott 2021. október 9-i mérkőzése
A magyar labdarúgó-válogatott  hetedik 2022-es labdarúgó-világbajnokság-selejtező mérkőzését Albánia ellen játszotta 2021. október 9-én. Ez volt a magyar labdarúgó-válogatott 963. mérkőzése.

## Helyszín
A találkozó a budapesti Puskás Arénaban került megrendezésre. A mérkőzést zárt kapuk mögött játszották, mert a FIFA a 2021. szeptember 2-i, Magyarország–Anglia mérkőzésen tapasztalt rasszista szurkolói megnyilvánulások miatt megbüntette az MLSZ-t. További egy mérkőzésre szóló büntetés végrehajtását két évre felfüggesztették. A mérkőzésen csak a stadionban dolgozók, újságírók, labdaszedők, a mérkőzés lebonyolításához szükséges technikai személyzet, és orvosi stáb lehetett jelen.

## Örökmérleg a mérkőzés előtt
| Sorszám | Időpont              | Helyszín | Eredmény   | Kiírás              |
| ------- | -------------------- | -------- | ---------- | ------------------- |
| 1/255   | 1947. augusztus 20.  | Budapest | 3–0 (2–0)  | Balkán-kupa         |
| 2/261   | 1948. május 23.      | Tirana   | 0–0        | Balkán-kupa         |
| 3/278   | 1950. szeptember 24. | Budapest | 12–0 (5–0) | –                   |
| 4/835   | 2008. október 11.    | Budapest | 2–0 (0–0)  | vb-selejtező (2010) |
| 5/839   | 2009. március 28.    | Tirana   | 1–0 (1–0)  | vb-selejtező (2010) |
| 6/887   | 2014. június 4.      | Budapest | 1–0 (0–0)  | barátságos          |
| 7/961   | 2021. szeptember 5.  | Elbasan  | 0–1 (0–0)  | vb-selejtező (2022) |

| M | Gy | D | V | G+ | G– | Gk  | %     |
| - | -- | - | - | -- | -- | --- | ----- |
| 7 | 5  | 1 | 1 | 19 | 1  | +18 | 71.43 |

Források: , 

## A mérkőzés
| 2021. október 9. 20:45 |

| Magyarország                 | 0–1               | Albánia                                                  |
| ---------------------------- | ----------------- | -------------------------------------------------------- |
| Botka 45+2' Kleinheisler 89' | (0–0) Jegyzőkönyv | 45+1' Çekiçi 61' Gjasula 69' Veseli 73' Trashi 79' Broja |

| Puskás Aréna, Budapest Nézőszám: 273 Játékvezető: Carlos del Cerro Grande (spanyol) |

### Az összeállítások
| Magyarország | Albánia |

| Negyedik játékvezető: Guillermo Cuadra Fernández Asszisztensek: Roberto Alonso Fernández Iñigo Prieto |

A mérkőzés statisztikái
| Magyarország |                      | Albánia |
| ------------ | -------------------- | ------- |
| 57 (%)       | Labdabirtoklás       | 43 (%)  |
| 0            | Gól                  | 1       |
| 2            | Sárga lap            | 4       |
| 0            | Piros lap            | 0       |
| 1            | Szöglet              | 2       |
| 2            | Les                  | 2       |
| 6            | Lövés                | 9       |
| 2            | Kaput eltalált lövés | 3       |
| 0            | Blokkolt lövés       | 4       |
| 689          | Passz                | 391     |
| 583          | Sikeres passz        | 302     |
| 85 (%)       | Passz hatékonyság    | 77 (%)  |
| 12           | Szabálytalanságok    | 15      |